# Första slaget vid Lwów
Första slaget vid Lwów var ett slag under första världskriget mellan österrikisk-ungerska och ryska trupper kring staden Lwów (nuvarande Lviv i Ukraina), 26–30 augusti 1914. Slaget var en del av Slaget om Galizien, som pågick 23 augusti – 11 september 1914.
Första slaget vid Lwów inleddes av 3:e österrikisk-ungerska armén, som gick till offensiv öster om Lwów, men tvingades vika för 3:e och 8:e ryska arméerna. Offensiven återupptogs, sedan 2:a österrikisk-ungerska armén anslutit sig till striderna men misslyckades även nu, och Lwów föll i ryska händer. Första slaget vid Lwów ledde till att även de tidigare framgångsrika 1:a och 4:e österrikisk ungerska arméerna tvingades till reträtt.